# Stazione di Minturno-Scauri
Stazione di Minturno-Scauri vasútállomás Olaszországban, Minturno településen.

## Vasútvonalak
Az állomást az alábbi vasútvonalak érintik:
- Róma–Formia–Nápoly-vasútvonal

## Kapcsolódó állomások
A vasútállomáshoz az alábbi állomások vannak a legközelebb:
- Stazione di Formia-Gaeta (Stazione di Roma Termini, FL7)
- Stazione di Santi Cosma e Damiano-Castelforte-Suio Terme
- Stazione di Sessa Aurunca-Roccamonfina